# Xakao
Xakao – wieś w Botswanie w dystrykcie North West. Osada znajduje się w pobliżu rzeki Okawango oraz granicy z Namibią. Według spisu ludności z 2001 roku wieś liczyła 1049 mieszkańców.